# Act Like You Know (альбом)
| Оценки критиков      | Оценки критиков |
| Источник             | Оценка          |
| -------------------- | --------------- |
| AllMusic             | [ 1 ]           |
| Robert Christgau     | [ 2 ]           |
| Rolling Stone        | [ 3 ]           |
| Entertainment Weekly | A−              |
| AllMusic             | [ 1 ]           |

Act Like You Know — третий студийный альбом американской рэп — исполнительницы MC Lyte. Он был выпущен 17 сентября 1991 года, Atlantic Records для First PriorityRecords, продюсерами Audio Two, The 45 King, Epic Mazur и Richard Wolf. У «Act Like You Know» был более мягкий R&B-подобный звук, по сравнению с ранними альбомами «Lyte as the Rock» и «Eyes on This». Альбом попал в Billboard 200, достигнув пика № 102. Тем не менее, два сингла поднялись на вершины Hot Rap Singles. «When In Love» добрался до 3 места в чарте Hot Rap Singles, в то время как «Poor Georgie» возглавил его.